# مقاطعة لوكاس (آيوا)
مقاطعة لوكاس (بالإنجليزية: Lucas County)‏ هي إحدى مقاطعات ولاية آيوا في الولايات المتحدة الأمريكية.